# El rey león (franquicia)
El rey león, conocida internacionalmente como The Lion King, es una reconocida franquicia de The Walt Disney Company que se originó a partir de la película animada homónima del año 1994. El gran éxito a nivel mundial de este largometraje dio lugar a nuevas secuelas animadas, una serie de televisión y un prestigioso musical de Broadway, además de adaptaciones en libros e historietas. Se han realizado varios videojuegos basados en la saga de El rey león, el primero de ellos fue El rey león, la adaptación oficial de la primera película, lanzado en 1994 para gran cantidad de sistemas. El último videojuego lanzado hasta la fecha fue Disney's The Lion King 1½, publicado en el año 2003 como la adaptación oficial de la tercera película. Los personajes de esta saga también han aparecido en otros medios de Disney junto con personajes de otras franquicias, como series de televisión y videojuegos.

## Historia
La historia transcurre en un lugar no especificado de la sabana africana conocido como Milele o Pride Lands. El protagonista es Simba, un cachorro de león y sucesor al trono de la sabana, algo que no le gusta a su tío Scar y por lo que prepara un plan para ocupar el trono. Con la ayuda de tres malvadas y tontas hienas, Scar urde una treta en la que su hermano y rey Mufasa muere y que provoca que Simba crea que ha sido por su culpa y decida huir a la selva, después de que las tres hienas quisieran matarlo también. Allí conoce a una suricata macho llamada Timón y a un facóquero llamado Pumba, que le adoptarán y, además de entablar amistad, le enseñan la filosofía de vivir sin preocupaciones: el "Hakuna Matata". Mientras tanto, su tío Scar, en el funeral de Mufasa y su hijo Simba, toma el trono y anuncia el nacimiento de una nueva era en donde los leones convivirán con las hienas.
Años después, un Simba ya adulto rescata a Pumba de ser comido por una leona. Ésta resulta ser su antigua amiga de infancia Nala, que al reconocerlo le pide que vuelva para recuperar el trono. El reino se ha convertido en un auténtico despropósito, mal gobernado, dominado por las hienas, y sin comida ni agua. Simba, que en un primer momento no quiere renunciar a su actual estilo de vida, finalmente acepta tras entablar conversación con un mandril llamado Rafiki, el cual le habla sobre su padre. En ese momento, el alma de su padre aparece en el cielo, diciéndole que debe recordar quién es y de donde viene. Después de que el alma de Mufasa desaparezca, Simba, junto con Rafiki, reflexiona sobre lo que él debe hacer y así parte inmediatamente a su hogar a reclamar el trono.
Simba, a quien en un principio todos confunden con su padre, es testigo de la decadencia de su reino y furioso decide actuar. Es en este momento cuando Scar obliga a Simba a revelar el secreto que guardaba todos esos años: ser el responsable por la muerte de Mufasa. Aun cuando Simba alega que había sido un accidente, Scar aprovecha, y junto con sus hienas, lo lleva hasta el borde de un precipicio. En ese momento, un trueno cae sobre el pastizal seco e inicia un incendio. Simba resbala y trata de sostenerse, con sus patas delanteras sobre el borde. Entonces Scar lo toma de sus patas y confiesa en ese momento, que él fue el verdadero asesino de su padre. Enfurecido Simba salta encima de Scar y lo obliga a decir la verdad al clan de las leonas. en la batalla final, en la que Scar acaba siendo muerto por el clan de las hienas (que eran sus aliadas), el ciclo de la vida se cierra con el ascenso al trono de Simba, con el remate final de un epílogo, en el que Simba y Nala se casan y Rafiki presenta a la nueva y futura sucesora de ambos (Kiara).

## Personajes principales
- Simba: Es el protagonista de la historia. Simba es un travieso cachorro de león a quien le gusta jugar y explorar. Es el único hijo de Mufasa, el rey de la sabana y jefe de “La Roca del Rey”. Está siempre acompañado por su amiga Nala, y por el mayordomo real, Zazú, quien siempre está pendiente de ambos. Tras la accidentada muerte del rey Mufasa, su tío Scar le culpa de haberla causado y el joven príncipe huye a tierras lejanas. Durante su exilio, Simba se hace amigo de Timón y de Pumba, quienes le muestran su filosofía de vida, "Hakuna Matata" (no te preocupes se feliz). Simba y sus amigos viven una vida fácil en lagos cristalinos, cascadas impresionantes, rodeados de insectos, sin trabajo ni preocupaciones, con el paso del tiempo Simba se convierte en un león adulto y fuerte. Él hubiera preferido vivir así para siempre si no hubiera sido por Nala y el espíritu de su padre, quienes le hacen reflexionar, Simba madura y decide cumplir con su destino y regresa a recuperar su lugar en la cima de “La Roca del Rey”.
- Timón y Pumba: Una pareja inseparable de grandes amigos que viven siguiendo la filosofía del "Hakuna Matata", vivir de forma libre y despreocupada, sin mirar a los problemas del pasado. Timón es un hiperactivo suricata que hace bromas a costa de Pumba y le gusta tanto cantar como oír su voz. Timón defiende su estilo de vida, pero detrás de él hay un leal y pequeñín amigo, quien daría hasta su último aliento para ayudar a sus camaradas. Pumba es un facóquero muy bonachón, parece un poco torpe y tonto, pues sus profundos pensamientos suelen ser eclipsados por Timón. Simpático y con un corazón tan grande como su problema de gases; confía en quien sea, hasta de un carnívoro como Simba cuando lo encuentran moribundo. Cuando Simba decide hacer frente a su destino, el leal cerdo es el primero en acompañarlo.
- Rafiki: Es un viejo y sabio mandril que vive en un árbol. Lleva a cabo las actividades de un chamán. Rafiki es un consejero importante que también defiende a Simba cuando se hace adulto y se comporta como un guía espiritual que hace que Simba comprenda cual es su verdadero destino. A diferencia de los auténticos mandriles, Rafiki tiene una cola larga y carece de la distintiva cabeza coronada.
- Las hienas: Un numeroso grupo de peligrosas hienas que obedecen a Scar y acechan el reino de Simba. Tienen muy poco cerebro y actúan siempre impulsadas por su perpetuo estado de hambre. Tienen una naturaleza maligna y cobarde, por lo que suelen atacar en grandes grupos a los animales más débiles.
- Scar: Es el hermano de Mufasa. Scar era el siguiente en la línea de sucesión al trono, hasta el nacimiento de Simba. Aunque Scar aparenta una falsa preocupación por la seguridad de Simba, este nefasto, astuto y traicionero león es realmente un peligroso enemigo de Mufasa y Simba; una verdad de la que Mufasa se da cuenta cuando ya es demasiado tarde. Scar es el líder en secreto de las malvadas hienas, quienes le obedecen con la promesa de que, cuando sea rey, ya nunca tendrán que pasar hambre. Con la ayuda de estas logra asesinar a Mufasa y se apodera a la fuerza del reino, obligando a Simba a exiliarse en tierras lejanas. Así inicia un período de oscuridad para las tierras de la manada de Simba.

## Películas

### Animación tradicional
- El rey león (1994): Película animada principal de Disney. Fue estrenada en cines en junio de 1994. El rey león es la historia de Simba, un joven león destinado a convertirse en rey de la sabana africana. Su feliz infancia llega a su fin cuando su malvado tío Scar logra matar al rey para quedarse con el trono y obliga a Simba a huir a tierras lejanas. Durante su exilio, Simba crece siguiendo un estilo de vida despreocupado y sin mirar al pasado. Pero ya en su adultez, Simba descubre que no puede escapar a su destino y decide regresar a sus tierras para enfrentarse a Scar, al regresar decide enfrentarlo y ganar la batalla para ganar el trono que su padre dejó.
- The Lion King II: Simba's Pride (1998): Fue lanzado para video doméstico en octubre de 1998, es la continuación directa de la primera película. La protagonista es la joven leona Kiara, hija del rey Simba y destinada a sucederlo en el trono. Esta pequeña, cansada de su padre sobreprotector, escapa a tierras prohibidas en donde se hace amiga de un pequeño león llamado Kovu. Sin embargo pronto descubre que la familia de Kovu es gran enemiga de Simba por haber sido los seguidores del difunto Scar y porque el propio Kovu es el sucesor del antiguo villano. Kiara y Kovu desarrollarán una gran amistad, considerada prohibida por el historial de enemistad entre las familias de ambos. Esta película pese a salir en formato casero en su país de origen, tuvo un estreno en cines a inicios de 1999 en países tanto europeos como latinoamericanos.
- El rey león 3: Hakuna Matata (2004): Fue lanzado para video doméstico en febrero de 2004, es una historia paralela a la primera película que narra los mismos acontecimientos pero vividos desde la perspectiva de Timón y Pumba. A lo largo de la película se recrean muchas escenas que ocurrían de fondo y no se mostraron en "El rey león" original, además de relatar el origen y cómo fue que se conoció la dupla protagonista.

### Animación fotorrealista
- El Rey León (2019): Es una adaptación de animación fotorrealista de la película animada de 1994. Fue dirigido por Jon Favreau y fue estrenado el 19 de julio de 2019.
- Mufasa: El Rey León (2024): Película precuela de la película de 2019, que cuenta la historia de Mufasa. Está dirigida por Barry Jenkins y se estrenó a finales de 2024.
- rey león 3

## Videojuegos

### Juegos principales
- El rey león (1994): Lanzado para gran cantidad de sistemas en 1994. Es un juego de plataformas con vista lateral que sigue la historia de la primera película. El protagonista es Simba cachorro, aunque en los niveles finales este se convierte en adulto y sus controles cambian de forma notable. También hay pequeñas fases de bonus en donde Timón y Pumba son controlables.
- El rey león: Las aventuras del poderoso Simba (2000): Lanzado para PlayStation y Game Boy Color a finales del 2000. Combina la historia de la primera y la segunda película. El protagonista nuevamente es Simba, quien se enfrenta a niveles de vista lateral y otros en tercera persona. Tiene la misma historia y forma de juego que la versión de PlayStation, aunque con niveles distintos de vista lateral únicamente. Incluye también cuatro minijuegos en donde se puede controlar a Timón y Pumba.
- El rey león (2003): Lanzado para Game Boy Advance en el año 2003. Sigue la historia de la tercera película. Es un juego de plataformas de vista lateral en donde los protagonistas son Timón y Pumba. El jugador debe conducir a ambos de forma separada a través de los escenarios y hacer que se ayuden con sus habilidades exclusivas para llegar juntos a la meta.

### Juegos alternativos
- Timon & Pumbaa's Jungle Games (1995): Lanzado para Windows y SNES en 1995. Es una recopilación de distintos minijuegos estilo Arcade ambientados en la selva en donde Timón y Pumba son los protagonistas. La versión de PC contiene videos animados de los personajes en donde introducen cada uno de los juegos. Uno de los minijuegos, Timon and Pumbaa's Jungle Pinball, fue también comercializado de forma individual como parte de la serie Disney's Hot Shots.
- The Lion King: Adventures at Pride Rock (1995): Lanzado para Sega Pico en 1995. Contiene varios minijuegos infantiles de destreza mental y de memoria protagonizados por Simba y otros personajes.
- Disney's GameBreak: The Lion King II: Simba's Pride (1998): Lanzado para Windows en 1998. Está basado en la segunda película y protagonizado por Kiara, Kovu, Timón y Pumba. Es una recopilación de cuatro minijuegos distintos, cada uno compuesto por 50 niveles. También incluye varios videos animados en donde los personajes introducen al jugador a cada minijuego. Los minijuegos también fueron publicados de forma individual como parte de la serie Disney's Hot Shots. Estos fueron: Cub Chase, Swampberry Sling, Conga Longa y Paddle Bash.
- Disney's Adventures in Typing With Timon & Pumbaa  (1998): Lanzado para Windows en 1998. Es un juego de mecanografía para el público infantil. Incluye cinco minijuegos distintos protagonizados por Timón y Pumba que tienen por objetivo enseñar a escribir con el teclado.
- Disney's Active Play: The Lion King II: Simba's Pride (1999): Lanzado para Windows en 1999. Es un videojuego didáctico destinado a niños pequeños. Contiene gran variedad de minijuegos de acción y también de destreza mental y creación artística, protagonizados por los personajes de la segunda película. Se destaca además por traer 8 nuevas canciones a la franquicia, creadas especialmente para este juego.

### Juegos Flash
Estos son los videojuegos Flash oficiales de El rey león, disponibles de forma gratuita en diversos sitios de juegos.
- The Lion King 2: Simba's Pride: Crocodile Adventure:  Este es un corto juego estilo Frogger, aunque con una incómoda perspectiva, en donde el jugador controla a Kiara y debe saltar sobre la espalda de los cocodrilos para llegar hasta Kovu y rescatarlo. Tiene un solo nivel y tres dificultades seleccionables. Fue publicado para promocionar el estreno del DVD de la película "El rey león 2".
- De Timón y Pumba: El Golpeabichos (Timon and Pumbaa's Bug Blaster): Un juego de puzle de bloques protagonizado por Timón y Pumba en donde el objetivo es disparar bichos de colores para formar grupos de tres o más bichos adyacentes del mismo color y así hacer que desaparezcan. Tiene varias etapas. La versión en español de este juego está disponible en la página oficial de "El rey león" de España, se diferencia por eliminar completamente la voz del molesto anunciador que se escuchaba en la versión en inglés y tiene el curioso error de que al perder el juego, en lugar de "Game Over", aparece un mensaje de felicitaciones por la victoria mientras se muestra una imagen de Timón y Pumba sufriendo.
- The Lion King: Timon and Pumbaa's Grub Riding: El jugador controla a Timón, quien está montado en una patineta de bichos y se desliza por una rampa, el objetivo es ir incrementando la altura en cada salto, llegando tan lejos como el cielo e incluso al espacio. No hay un objetivo a superar y la idea es simplemente tratar de lograr la mejor marca posible. Pese al título, Pumba aparece solo como un bonito decorado, también hacen acto de presencia Rafiki y Zazú. Este juego fue lanzado en el año 2008.

### Juegos no oficiales
Como era costumbre con las franquicias exitosas, en el mercado pirata salieron varias versiones "no oficiales" de El rey león promocionadas, desde luego, como si se tratara de juegos oficiales.
- The Lion King III: Timon & Pumbaa (1994 - Famicom): Un juego de plataformas lateral de origen chino. El jugador puede escoger como personajes a Simba, Timón o Pumba; cada uno con sus propias habilidades. El juego en general tiene un aspecto extremadamente amateur, los controles son desastrosos y el desplazamiento de la pantalla es sumamente entrecortado.[1]
- Lion King 5: Timon & Pumbaa (¿1998? - Famicom): Una continuación del anterior, hecho por la misma compañía. Los gráficos apenas han mejorado y los controles siguen siendo muy problemáticos. El jugador puede escoger a Timón, Simba o Pumba como personaje. En este título Simba se enfrenta a perros con escopetas, manos que caminan con los dedos y zapatos que no hacen nada. Este juego ha ganado notoriedad por sus pantallas de Game Over que muestran la muerte del protagonista de forma sumamente cruda. Al morir con Simba, por ejemplo, este se sube a una horca y decide colgarse y simplemente acabar con su desdichada existencia.[2]
- Super Lion King (¿1995 o 1996? - Famicom): Esta es un conversión pirata del primer videojuego de El rey león. Increíblemente, este juego resulta superior a la conversión oficial que se lanzó para NES, realizada por la propia Virgin Interactive. En esta versión los gráficos tienen un aspecto más grande y colorido, cercano a la versión original, y tiene los niveles que se habían eliminado en la conversión oficial, incluso la música es superior. Aunque su única desventaja es que no incluye la fase de "la estampida".[3]
- Lion King II (¿1995 o 1996? - Mega Drive): Un juego de plataformas lateral de origen chino. Para ser un ejemplar pirata es bastante decente y casi todo el contenido es original. El juego tiene a Simba como protagonista, aunque el resto del juego no tiene nada que ver con las películas y se desarrolla en la antigua China. Al mejor estilo Super Mario Bros., Simba puede convertirse en adulto al comer ciertos ítems, pero regresa a cachorro al recibir daño. Los sprites de Simba están copiados del juego oficial, pero el resto de los gráficos y la música parecen ser originales.
- Lion King 3 (¿1997 o 1998? - Mega Drive): Sorprendentemente el anterior tuvo el éxito suficiente para producir una secuela. Este también es un juego de plataformas lateral, pero ahora es posible escoger entre Simba cachorro y adulto como personaje. Los escenarios y enemigos se acercan más a la temática de la selva que tiene la franquicia. Este juego es un título original, aunque además de copiar los sprites de Simba del juego oficial, también copia sprites, sonidos y músicas de otros juegos oficiales y los pega para dar forma a este extraño collage.

### Otros videojuegos
- Disney's Extreme Skate Adventure (2003 - PS2, Xbox, GBA, GC): Juego de deportes extremos en donde el jugador se enfrenta a desafíos de patinaje sobre ruedas. De El rey león aparecen Simba, Nala, Timón con Pumba y Rafiki como personajes seleccionables.
- Meteos: Disney Magic (2007 - NDS): Juego de puzle de bloques que incluye a los personajes de El rey león entre otras franquicias de Disney.
- Disney Friends (2007 - NDS): Simulador de mascota en donde el jugador interactúa y trata de ganar la amistad de los animales de Disney. Simba aparece como una de las mascotas adoptables.
- Disney Universe (2011 - Wii, Xbox 360, PS3, Windows): Juego de aventura de acción que reúne elementos de numerosas franquicias de Disney. Los personajes pueden escoger trajes basados en los personajes de "El rey león" y además hay varios escenarios basados en el mundo de Pride Lands.

#### SerieKingdom Hearts
Serie de juegos RPG de acción que reúne a varios personajes y lugares de Disney.
- Kingdom Hearts (2002 - PS2): Simba adulto aparece como una invocación que ayuda al personaje en el combate.
- Kingdom Hearts: Chain of Memories (2004 - GBA): Simba adulto aparece como una invocación que ayuda al personaje en el combate.
- Kingdom Hearts II (2005 - PS2): Este juego incluye el escenario de Pride Lands, basado en la primera película de "El rey león". Los sucesos del juego siguen la historia de Simba, refugiado en la selva junto a Timón y Pumba y su posterior regreso a la Roca del Rey para enfrentarse con Scar y las hienas.

## Musical
El rey león es un musical basado en la película de 1994 de animación de Disney del mismo nombre con música de Elton John y letra de Tim Rice junto con la banda sonora creada por Hans Zimmer con arreglos corales de Lebo M. Dirigido por Julie Taymor, el musical muestra a los actores en trajes de animales así como gigantes marionetas huecas. El espectáculo es producido por Disney Theatrical.
El musical debutó el 8 de julio de 1997, en Mineápolis, Minnesota en el Teatro Orfeo, y fue un éxito instantáneo antes del estreno en Broadway en el teatro New Amsterdam el 15 de octubre de 1997 en vistas previas con la inauguración oficial el 13 de noviembre de 1997. 
La historia del musical se destacó por sus notables diferencias con la película, tiene un tono más serio y adulto. Empieza con Simba viviendo en la selva como un felino común junto a sus tíos, pero un día se cruza con Timón y Pumba que vienen escapando de las malvadas hienas y cuando Simba les ayuda a esconderse le cuentan que están buscando al viejo Rafiki, quien es el único que puede derrotar al malvado rey Mufasa (interpretado por James Earl Jones). Cuando se encuentran con Rafiki, este le dice que Simba es en realidad un león de la realeza y no un simple minino como él creía y que está en su interior la fuerza para derrocar a Mufasa. Simba se reniega a acompañarlo, pero cuando descubre que las hienas que le seguían han matado a sus tíos, Simba se enfurece y decide ir con ellos. Simba, Rafiki, Timón y Pumba se van a la roca del rey en donde Nala está capturada, cuando la rescatan ella se enamora de Simba y ambos se hacen novios, pero luego Simba se enfrenta con Mufasa y en ese momento una estampida se desata. Cuando Simba está por caer Mufasa le confiesa que él es su padre y Simba es entonces el príncipe. Simba cae y es llevado por la estampida pero sobrevive y entrena ferozmente junto a Rafiki hasta ser un fuerte león adulto, pero antes de aprender la lección final regresa a la roca del rey y derrota a Mufasa. Allí se revela que el verdadero villano es Scar, quien controlaba a Mufasa, como Simba no puede vencerlo, Mufasa usa sus últimas fuerzas y sujeta a Scar mientras que ambos caen por un precipicio. Al final la paz vuelve al reino y Simba festeja junto a sus amigos como el nuevo rey. La obra termina con el nacimiento del hijo de Simba y Nala. 
En el año 2010 comenzó a trabajarse en una nueva obra que será la precuela y contara sobre la infancia de Mufasa y su relación con Scar. Además del momento en que tuvo a sus hijos Simba y Nala. También habrá un nuevo personaje orangután que hará del relevo cómico y acompañará a Mufasa en toda la obra.

## Recepción
| Película                        | Rotten Tomatoes   | Rotten Tomatoes      | Rotten Tomatoes       | Metacritic      | CinemaScore | IMDb                |
| Película                        | Críticos          | Críticos Importantes | Audiencia             | Metacritic      | CinemaScore | IMDb                |
| ------------------------------- | ----------------- | -------------------- | --------------------- | --------------- | ----------- | ------------------- |
| The Lion King                   | 93% (130 reseñas) | 91% (23 reseñas)     | 93% (1 267 231 votos) | 83 (14 reseñas) | A+          | 8.5 (674 474 votos) |
| The Lion King II: Simba's Pride | 62% (13 reseñas)  |                      | 60% (438 041 votos)   |                 | B-          | 6.5 (44 036 votos)  |
| The Lion King 1½                | 78% (17 reseñas)  | -                    | 61% (249 988 votos)   | -               | A           | 6.6 (25 998 votos)  |
| Promedio                        | 67%               | 91%                  | 71%                   | 83              | A-          | 7.2                 |